# László Nemes
László Nemes (Boedapest, 18 februari 1977) is een Hongaars filmregisseur en scenarioschrijver.

## Biografie
László Nemes werd in 1977 geboren in Boedapest maar groeide op in Parijs. Zijn vader András Jeles is ook filmregisseur en scenarioschrijver. Na zijn studies geschiedenis, internationale relaties en scenarioschrijven, startte Nemes als regieassistent in Frankrijk en Hongarije voor korte en langspeelfilms. Hij werkte twee jaar als assistent van Béla Tarr alvorens in 2007 zijn eerste korte film Türelum te schrijven en te regisseren. In 2015 regisseerde en schreef hij het scenario voor zijn eerste langspeelfilm Saul fia die geselecteerd werd voor de competitie van het Filmfestival van Cannes en genomineerd werd voor de Caméra d'or.

## Filmografie
- Türelem (kortfilm, 2007)
- The Counterpart (kortfilm, 2008)
- The Gentleman Takes his Leave (kortfilm, 2010)
- Saul fia (2015)
- Napszállta (Sunset) (2018)